# うめぼしのうた
うめぼしのうたは、明治時代から大正時代にかけて、尋常小学校の国語教科書に掲載されていた詩である。
この詩に曲をつけた歌曲が複数存在する。#歌曲を参照。

## 来歴
この詩の初出は、1910年（明治43年）発行の『尋常小学読本 巻五』。
作者は、芳賀矢一であるらしい。芳賀の弟子である井上赳の『国定教科書編集二十五年』（1984年、武蔵野書院）には、「かいぎゃく自在な『梅干』の歌などは、（芳賀）先生の面目躍如たるもので」とある。

## 歌曲
『ひらけ!ポンキッキ』で、この詩を一部変更したものに江戸時代の飴売り唄のメロディをつけ、関田昇介の編曲、鈴木玲子（鈴木れい子の変名説がある）の歌唱で放送された。1983年11月に児島由美の「ほえろ!マンモスくん」とのカップリングでシングルレコード（キャニオン 6G0038）として発売された。
2000年、宮川博之がこの詩に新たに曲を付け、ビデオ（VHS・DVD）も製作されている。この曲には鈴木マリ子により振付「元気体操」も製作された。また「うめぼしのうた」の主人公として、梅干の男の子のキャラクター「うめサブロー」が設定されている。
2003年には紀州梅干PR推進委員会（現：紀州梅の会・梅干し部会）により詩を一部変更し、増南正の作曲、柳森万里の歌唱で「梅ぼしのうた 紀州ばーじょん」が製作された。
2011年12月 - 2012年1月、NHK『みんなのうた』で、大島亜佐子が翻案・補作詞、櫻井映子作曲、ビューティフルハミングバード、NHK東京児童合唱団の歌唱により「ウメボシジンセイ」の曲名で放送された
。2011年12月14日、ミニアルバム（SPACE SHOWER MUSIC DDCB-12045）として発売。

## 全文
二月三月花ざかり、うぐひす鳴いた春の日のたのしい時もゆめのうち。
五月六月実がなれば、枝からふるひおとされて、きんじょの町へ持出され、何升何合はかり売。
もとよりすっぱいこのからだ、しほにつかってからくなり、しそにそまって赤くなり、
七月八月あついころ、三日三ばんの土用ぼし、思へばつらいことばかり、それもよのため、人のため。
しわはよってもわかい気で、小さい君らのなかま入、うんどう会にもついて行く。
ましていくさのその時は、なくてはならぬこのわたし。